# Нижегородское речное училище имени И. П. Кулибина
Нижегородское речное училище имени И. П. Kyлибина — учебное заведение среднего профессионального образования в Нижнем Новгороде, готовящее специалистов водного транспорта.
С 2005 года — филиал Волжской государственной академии водного транспорта, которая сейчас называется Волжский государственный университет водного транспорта.

## История

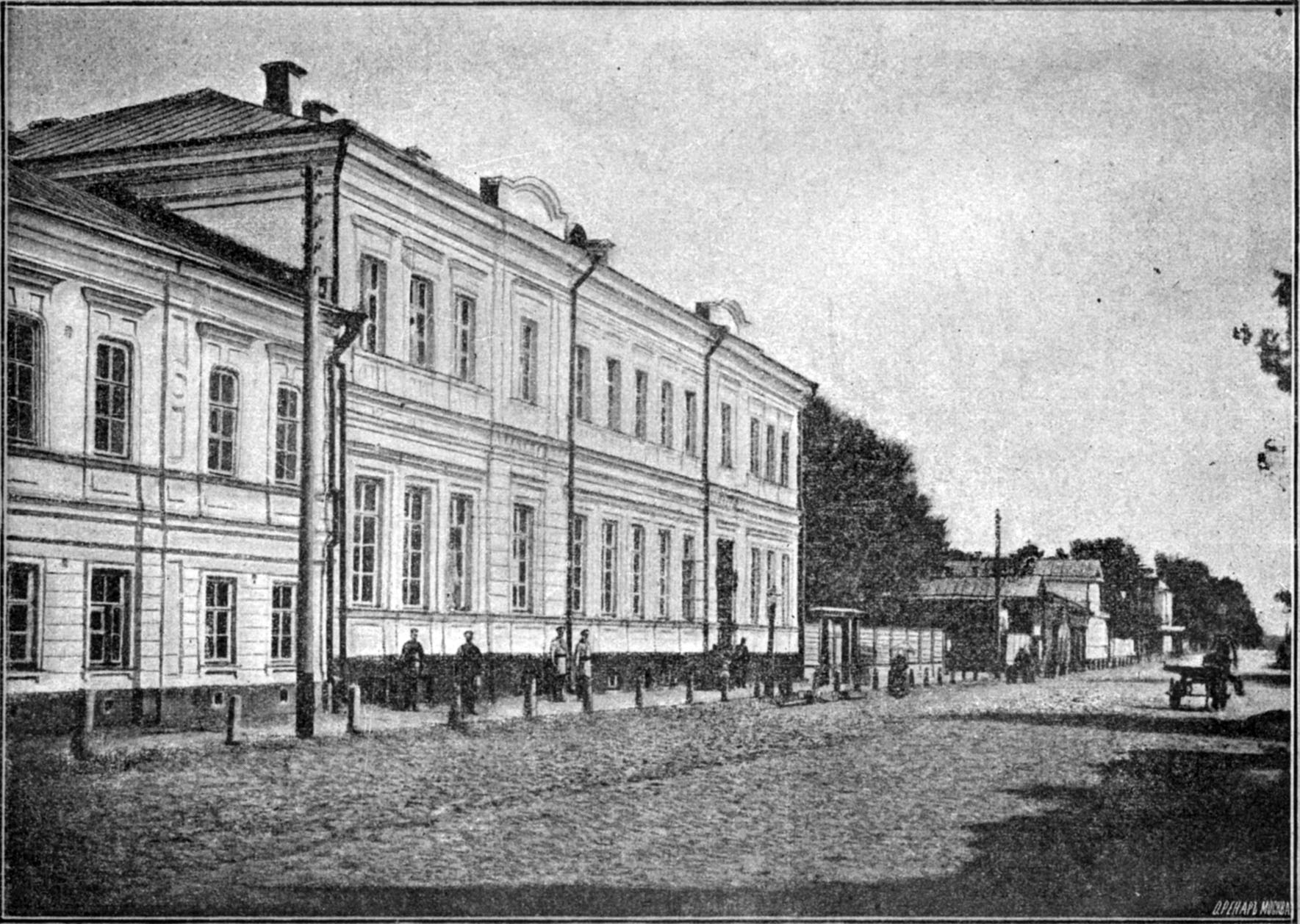
Кулибинское ремесленное училище. 1896 г.

1 апреля 1872 года (19 марта - по старому стилю) в Нижнем Новгороде было открыто Кулибинское ремесленное училище.
Первоначально училище не имело собственного помещения и для занятий снимали частную квартиру за 700 рублей в год. В училище был только один класс с 15 учащимися и одной специальностью - столярное ремесло. Ежегодный капитал в 5005 рублей слагался из пожертвований губернского земства, городской думы, Нижегородского городского общественного банка, пароходного общества «Дружина» и частных лиц, главным образом местных купцов, в том числе пароходчика Курбатова. От казны училище не получало ни копейки.
Здание было построено в 1890 году, и с частной квартиры училище в том же году было переведено в собственное здание. Дом училища был деревянный, 2-этажный, на каменном фундаменте. На нижнем этаже расположились квартира начальника, канцелярия и помещение для сторожей, а на верхнем - классы. Во время покупки участка для постройки здания училища в домике Петра I помещался исторический музей Нижегородской ученой архивной комиссии (НГУАК). Когда в 1896 году в Нижнем Новгороде проходила Всероссийская промышленно-художественная выставка, музей был перемещен в Дмитриевскую башню кремля на Благовещенской площади, а вместо него в домике открылась бесплатная народная библиотека-читальня Общества распространения начального образования.
15 первых учащихися обучались одной специальности — столярному ремеслу.
В ноябре 1874 года училище переехало в новое трёхэтажное здание на улице Большая Печерская (это здание существует в основе современного помещения училища). В следующие несколько лет добавилось обучение мастерству резьбы по дереву и слесарно-кузнечному и меднолудильному ремеслу. В 1876—1877 учебном году состоялся выпуск первых пяти человек, окончивших полный пятилетний курс обучения в училище.
C 1894 года выпускники Кулибинского училища по окончании полного учебного курса стали получать звания мастера или подмастерья.
За 1880—1890-е годы ремесленное училище значительно расширило свои помещения и текническое оснащение мастерских.
31(18) октября 1887 года в Нижнем Новгороде открылось первое на Волге (и во всей России) речное училище Министерства путей сообщения. Училище состояло из двух классов с годичным курсом. В каждом классе было два отделения: шкиперское и пароходных механиков. Училище финансировалось за счёт пожертвований нижегородских купцов-судовладельцев. С 1890 подготовка механиков для волжского флота целиком перешла к Кулибинскому ремесленному училищу.
За первые 25 лет Нижегородское речное училище окончили 867 человек.
По примеру Нижегородского речного училища были открыты речные училища в Казани, Рыбинске, Перми и других городах Поволжья.
В 1919 году ремесленное и речное училище были объединены в «Нижегородский техникум водного транспорта имени 1-го русского механика И. П. Кулибина» с судоводительским, судомеханическим и подготовительным отделениями. В 1921 году начальником техникума стал Владимир Михайлович Зайцев.
С осени 1922 года в техникуме открылись новые отделения: гидротехническое и водного хозяйства. В 1926 году открылась судостроительная специальность, в 1929 — механизаторская, в 1930 — радиотехническая, в 1933 — проволочной связи. С 1924 года назывался «Нижегородский политехникум водных путей сообщения им. В. М. Зайцева».
В 1931 году на базе политехникума был создан институт инженеров водного транспорта. Объединение политехникума и института получило название «Нижегородский учебный комбинат речного транспорта им. В. М. Зайцева» (с 1933 года — Горьковский).
После отделения института и его перехода в собственное помещение политехникум стал называться «Горьковский речной техникум водного транспорта им. В. М. Зайцева». В 1938 году директор техникума В. М. Зайцев был арестован и репрессирован, его имя исчезло из названия учебного заведения.
В 1944 году Горьковский речной техникум был реорганизован в речное училище.
В 1958 — в год 140-летия смерти И. П. Кулибина училищу было возвращено его имя.
В 2005 году училище стало филиалом Волжской государственной академии водного транспорта.
В 2017 году в училище было принято 462 курсанта.
В 2018 году здание училища признано аварийным и было закрыто на капитальный ремонт. Курсанты обучаются в корпусах ВГУВТа и Дома Курсантов.  
24 ноября 1972 года в актовом зале состоялось торжественное собрание, посвященное столетию училища и вручению ему ордена «Знак Почета».
На торжественное собрание прибыли представители Министерства речного флота РСФСР, областных партийных, советских, профсоюзных организаций, руководители пароходств, портов, заводов, учебных заведений. В актовом зале находились сотни знатных людей, окончивших училище в последние десятилетия.
В своей речи высоко оценил заслуги Горьковского речного училища имени И. П. Кулибина в обеспечении водного транспорта квалифицированными кадрами член ЦК КПСС, депутат Верховного Совета СССР, первый секретарь Горьковского обкома КПСС тов. Н. И. Масленников. Напомнив о лучших традициях старейшего речного учебного заведения, первый секретарь обкома партии выразил уверенность в том, что курсанты юбилейного выпуска и те, кто будет учиться в орденоносном училище во втором столетии его истории, отличной учёбой и творческим трудом умножат славу первого русского речного учебного заведения.
По поручению Президиума Верховного Совета СССР тов. Н. И. Масленников прикрепил орден «Знак Почета» к знамени училища и сердечно поздравил собравшихся с высокой наградой Родины.
С докладом об истории возникновения и развития училища им. И. П. Кулибина на торжественном собрании выступил начальник училища В. М. Никитин. Он выразил глубокую признательность партии и правительству за высокую оценку труда коллектива.
Тепло поздравили коллектив со столетием и награждением орденом «Знак Почета» воспитанник училища заместитель министра речного флота РСФСР Б. В. Егоров. Он огласил приветствие коллективу училища от коллегии Министерства и Центрального комитета профсоюза рабочих морского и речного транспорта и вручил большой группе преподавателей и воспитателей Почётные грамоты и значки «Отличник социалистического соревнования Министерства речного флота».
Почётные грамоты Президиума Верховного Совета РСФСР вручил лучшим людям училища первый заместитель председателя облисполкома Б. В. Захаров. Со словами приветствия обратились к юбиляру секретарь Горьковского горкома КПСС А. М. Макиевский, первый секретарь Нижегородского райкома партии В. Н. Шиванов.
От имени речников Волги выступил начальник Волжского ордена Ленина объединённого речного пароходства К. К. Коротков. Речное училище поздравили также в этот торжественный день ректор Горьковского института инженеров водного транспорта доктор технических наук И. И. Краковский.
Доктор технических и биологических наук М. И. Волский преподнес училищу рисунок кулибинского одноарочного моста с собственноручной надписью великого механика и портрет И. П. Кулибина.
От имени своих коллективов поздравили училище со знаменательным событием директор Городецкого судоремонтно-механического завода В. В. Амосов, начальник Казанского порта А. М. Костин, начальник Астраханского речного училища П. Г. Савкин, директор подшефного совхоза «Запрудновский» Н. Д. Тарасов и другие.
Курсанты и гости единодушно принимают решение направить приветственное письмо ЦК КПСС, Президиуму Верховного Совета СССР и Совету Министров СССР.
В ответ на высокую награду коллектив Горьковского ордена «Знак Почета» речного училища имени И. П. Кулибина дал клятву не пожалеть сил для выполнения решений Коммунистической партии Советского Союза по воспитанию нового человека — строителя коммунизма.